# Aerolíneas Argentinas
Pour les articles homonymes, voir ARG.
Aerolíneas Argentinas (code AITA : AR ; code OACI : ARG) est la compagnie aérienne nationale argentine, privatisée dans les années 1990 par le gouvernement de Carlos Menem (Parti Justicialiste). Elle a été nationalisée en septembre 2008 sous le gouvernement de Cristina Kirchner (Front pour la victoire-Parti Justicialiste), un tribunal argentin ayant refusé toute indemnisation à la firme espagnole Marsans, propriétaire de l'entreprise.
La firme détient aussi la filiale Austral Líneas Aéreas, présente sur les vols intérieurs, qui fut également nationalisée en 2008.
Aerolineas Argentinas a rejoint l'alliance Skyteam le 29 août 2012 et est donc la seule compagnie d'Amérique du Sud de l'alliance.

## Historique

### Débuts à la privatisation (1950-1990)

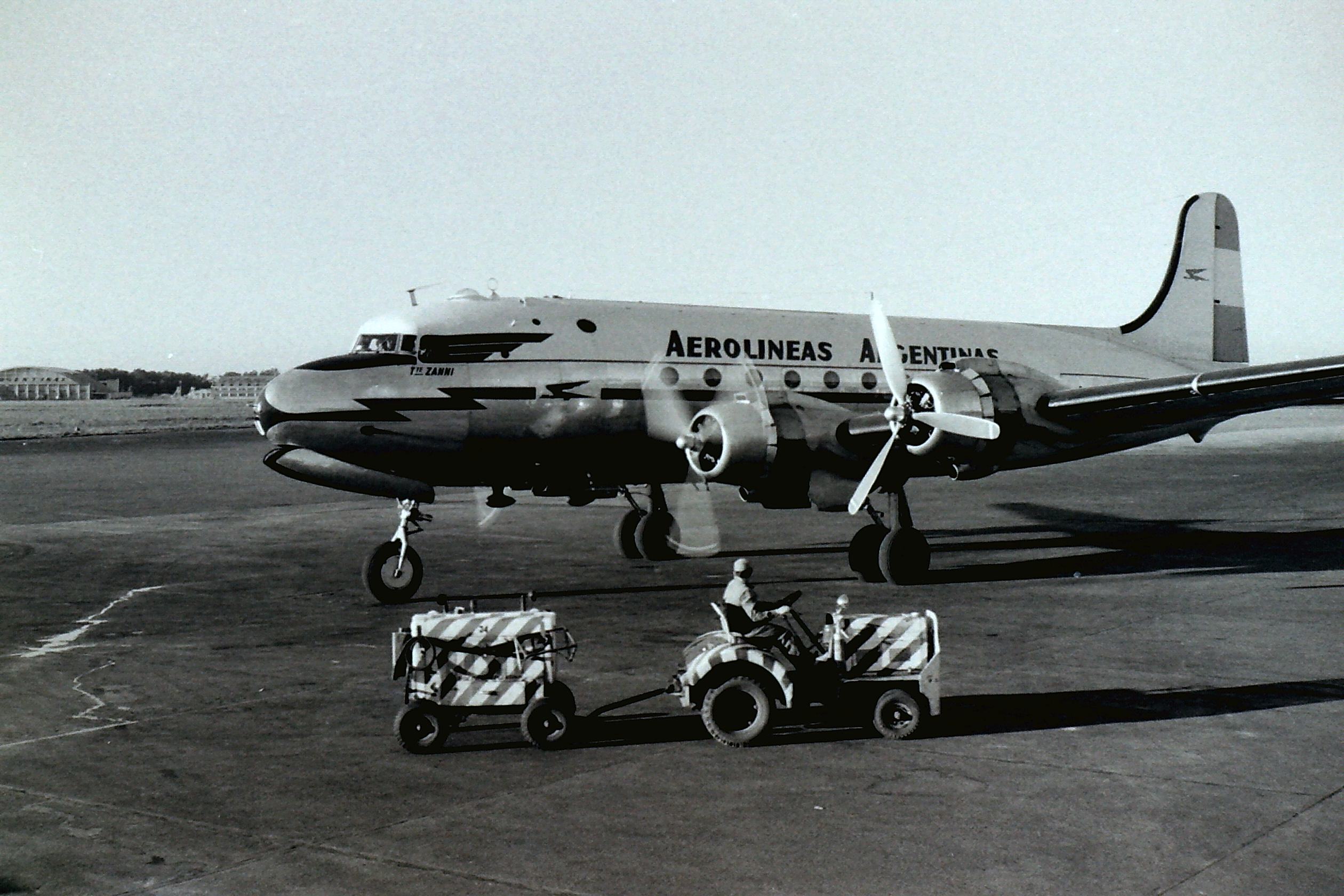
Douglas DC4 à l'aéroport de Buenos Aires en 1958.

L'aviation commerciale est née en Argentine en 1927. Anciennement Latecoère, la compagnie Aéropostale, qui a connu de nombreux pilotes français (dont l'aviateur et l'auteur Antoine de Saint-Exupéry) crée sa filiale argentine Aeroposta Argentina SA. Les premiers vols transatlantiques en direction de l'Europe sont effectués en 1946, la compagnie est alors la première à relier l'Europe à l'Amérique du Sud en jet. En 1947, cette compagnie aérienne devient une société par actions mixtes détenue par le gouvernement (20 %) et des investisseurs privés.
Alors qu'Aeroposta se développe en agrandissant son réseau et en intégrant le Douglas DC-3 dans sa flotte, le ministère des Transports argentin décide en mai 1949 la création d'une compagnie nationale, Aerolineas Argentinas, en fusionnant les compagnies Fama, Alfa, Aeroposta et Zonda, qui cessèrent d'opérer sous leurs noms propres le 31 décembre 1949.

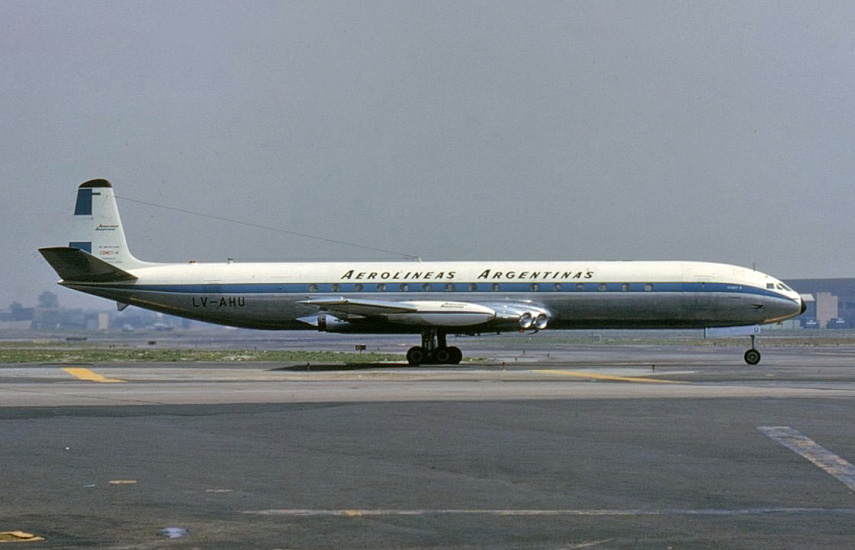
Aerolineas Argentinas Comet Groves.

Aerolíneas Argentinas démarre ses activités le 7 décembre 1950. La compagnie opère alors des Convair, ajoute ensuite à sa flotte le Douglas DC-6 puis le DC-4 lui permettant d'étendre considérablement son réseau de routes notamment vers l'Amérique du Sud, l'Europe et Dakar en Afrique. La compagnie transporte 291 988 passagers en 1954, et 327 808 1955.n 9 Le 8 février 1957, Aerolíneas Argentinas commande dix F-27 Friendshp La compagnie devient la première compagnie étrangère à opérer le Comet.Les vols Comet vers New York commencent en mai 1959.

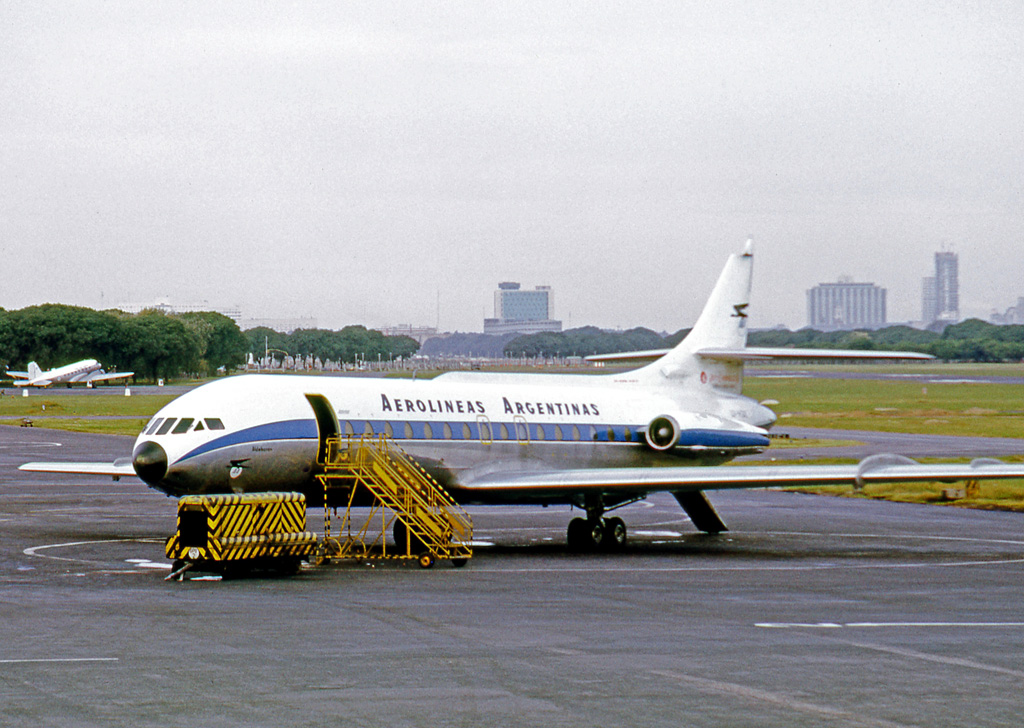
La Caravelle d'Aerolíneas Argentinas le 26 avril 1972.

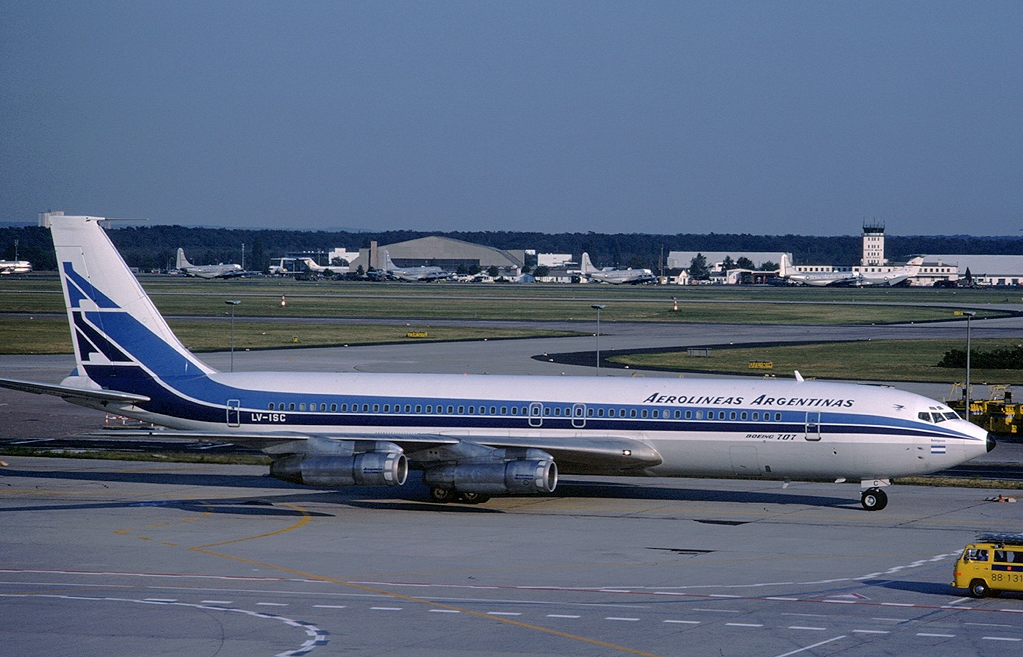
Un Boeing 707-387B de la compagnie à Francfort.

Au début des années 1960, la compagnie exploite des Comet, Convair 240, DC-3, DC-4, DC-6 et six Sandringham, alors que les dix F-27 commandés en 1957 étaient toujours en attente de livraison. L'avion de ligne à turbopropulseurs Avro 748 voit son entrée dans la flotte dans les années 1960. L'avion est officiellement lancé le 15 février 1962 entre Buenos Aires et Punta del Este. Le premier vol de la Caravelle aux couleurs d'Aerolíneas est inauguré lui entre Buenos Aires – Santiago du Chili le 1er avril 1962. En avril 1965, le transporteur compte 5 960 employés et la flotte se compose de trois Comet 4, un Comet 4 C, trois Caravelles, 12 DC-3 (dont trois cargos), six DC-4, trois DC-6 et 12 HS-748s. En 1966, des prêts accordés par l' Ex-Im Bank et Boeing ont permis l'achat de Boeing 707-320B dans le cadre d'un accord d'une valeur de 37 millions de dollars. En novembre 1969, le transporteur conclut un accord avec Lufthansa couvrant les services entre l'Allemagne et l'Argentine.
Au cours de la décennie 1970, la flotte voit l'arrivée de trois types d'avions différents de Boeing : le 727 (en décembre 1977), le 737, et le 747. Le Fokker F-28 entre dans la flotte au milieu des années 1970 entraîne le retrait des derniers HS-748, faisant de la société la première compagnie aérienne sud-américaine à exploiter un parc d'avions entièrement à réaction. Francfort, Madrid et Rome sont devenues les premières destinations à être desservies par les nouveaux 747 à partir de janvier 1977. Une autre étape importante pour l'entreprise a lieu en juin 1980 avec le premier service régulier du sud, reliant Buenos Aires à Hong Kong via Auckland .

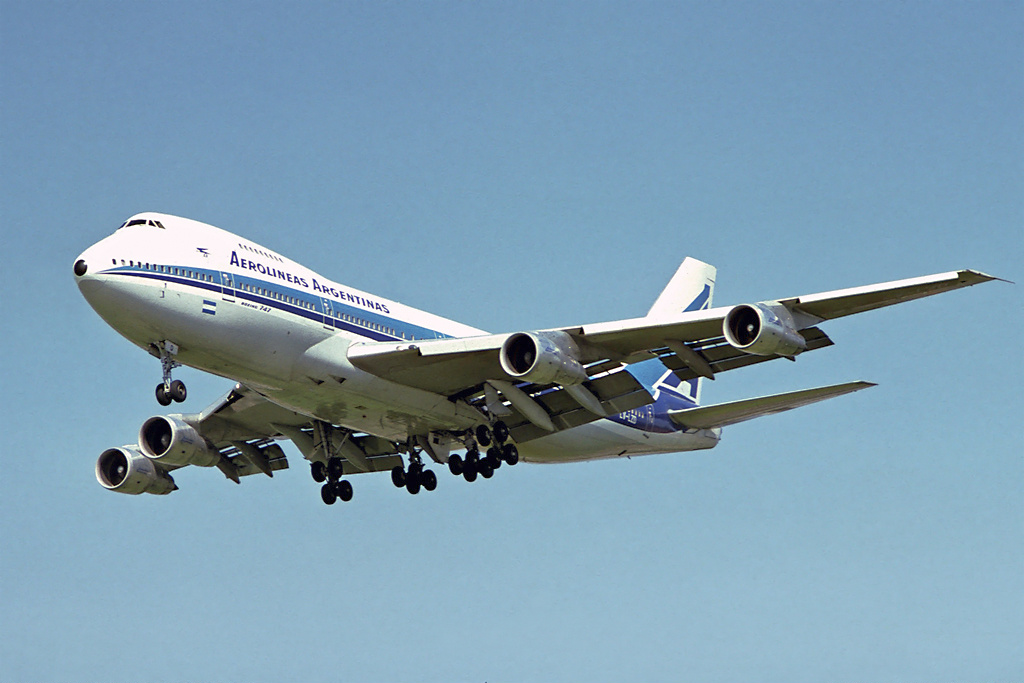
Un Boeing 747-200B (LV-LZD) à Londres-LHR en 1979.

La compagnie aérienne devient le porte-drapeau du pays lorsqu'elle se voit attribuer le monopole des opérations internationales depuis l'Argentine en 1971. Aucune autre compagnie aérienne argentine n'est autorisée à opérer des vols internationaux. La même loi attribue également à Aerolíneas Argentinas une part de 50 % du marché intérieur. À la suite de l'acquisition d'Austral par le gouvernement argentin en 1980, Aerolíneas Argentinas et Austral sont devenues propriété du gouvernement, dans la mesure où certaines routes étaient exploitées simultanément, même en utilisant des équipements similaires. Cependant, des différences de salaire entre les deux sociétés provoquaient des tensions, qui ont finalement conduit les pilotes d'Aerolíneas Argentinas à une grève de trois semaines qui a débuté le 1er juillet 1986. Au cours de cette grève, le gouvernement emploie des pilotes de l'armée de l'air argentine pour pallier le manque d'équipage. D'autres entreprises ont profité de cette situation et ont gagné la part de marché perdue par Aerolíneas Argentinas, les routes nationales étant exploitées par Austral, LADE et LAPA, et le gouvernement a temporairement autorisé les transporteurs étrangers à exploiter les routes internationales de l'entreprise.

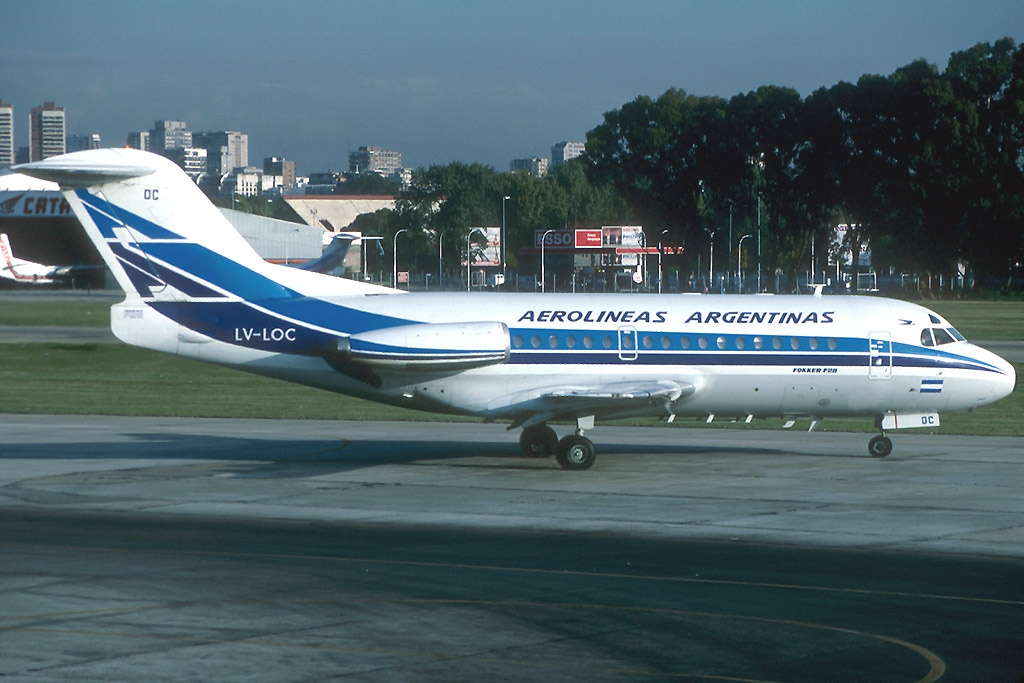
Fokker F-28-1000 Fellowship d'Aerolíneas Argentinas.

Pendant et peu de temps après la guerre des Malouines en 1982, la compagnie aérienne est interdite de survol de l'espace aérien britannique.
En 1983 elle totalisait un peu plus de 10 000 employés pour une flotte de sept Boeing 747, cinq Boeing 707, huit Boeing 727, douze Boeing 737 et trois Fokker F28.

### Privatisation: 1990–2008

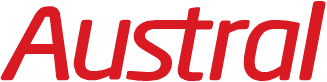
Logo d'Austral.

La privatisation de la compagnie aérienne est envisagée sous le gouvernement de Raúl Alfonsín, lorsqu'il a été proposé à SAS de devenir actionnaire à 40 % de la société d'État. Cela a été fermement combattu par l'opposition péroniste. À la fin de cette année, un consortium dirigé par Iberia et le propriétaire d'Austral, Cielos del Sur SA, a acquis une participation de 85 % dans Aerolíneas Argentinas pour 130 millions de dollars et un échange de dettes-actions d'une valeur US$2,01 milliard. Un autre consortium dirigé par Alitalia, American Airlines, KLM et Varig s'était auparavant retiré du processus. Paradoxalement, l'une des premières mesures prises par le nouveau gouvernement péroniste a été de privatiser le transporteur, après s'être ouvertement opposé aux propositions de privatisation de son prédécesseur. La vente de la compagnie aérienne fait suite à la cession de la participation du gouvernement dans la compagnie nationale de téléphone, qui a également eu lieu en 1990 lors de la vague de privatisation de la présidence de Carlos Menem, destinée à céder la participation de l'État dans un certain nombre d'entreprises pour réduire les dettes. Afin de favoriser cette privatisation, le gouvernement a absorbé les 741 millions de dollars de dettes que l'entreprise a contractées entre 1981 et 1982 à des fins de capitalisation. Cependant, ce processus de privatisation n'a été jugé illégal qu'en 2009.
| - Boeing 737-200. - A340-200 à Sydney. |

En mars 1991, le propriétaire d'Austral, Cielos del Sur SA, est vendu à Iberia, augmentant encore la participation de la compagnie aérienne espagnole sur le marché aérien argentin. Aerolíneas Argentinas et Austral n'ont jamais fusionné tout au long de l'ère privée et sont restées en tant que sociétés distinctes avec le même actionnaire. Iberia a ensuite porté sa participation dans la compagnie aérienne à 85 % en avril 1994 après injection de fonds de 500 millions de dollars. Sur les 15 % restants, le gouvernement argentin détenait la participation de 5 % qui lui avait été initialement attribuée, les 10 % restants appartenant aux employés. Iberia, souhaitant bénéficier d'une aide d'État, a ensuite été obligée par la Commission européenne de couper sa participation dans Aerolíneas Argentinas pour profiter de l'aide. Elle a ensuite réduit sa participation à 20 %, transférant les 65 % restants à Interinvest / Andes holding, un consortium comprenant la société holding du gouvernement espagnol (SEPI) — l'actuel propriétaire d'Iberia avant sa privatisation en 2001 — et les banques Merrill Lynch et Bankers Trust, entre autres. En juillet 1997, Iberia a de nouveau réduit sa participation dans Aerolíneas Argentinas de 20 % à 10 %, tandis que la société mère d'American Airlines AMR a acquis une participation de 10 % dans le principal actionnaire d'Aerolineas Argentinas / Austral Interinvest, équivalent à une participation de 8,5 % dans les deux sociétés argentines, avec l'engagement de trouver des investisseurs pour Aerolíneas Argentinas. La participation hauteur de 8,5 % d'AMR a finalement été autorisée par le ministère de la Justice des États-Unis en juillet 1998. À cette époque, le gouvernement argentin détenait toujours une participation de 5 % dans Aerolíneas Argentinas. Les pertes sont passées de 927 millions de dollars en 1992, à 150 millions de dollars en 1999. Le plan de restructuration présenté par AMR, visant principalement à compenser ces pertes, a été rejeté par le SEPI. La société AMR n'a pas trouvé d'acheteurs pour la compagnie, le SEPI a remis le contrôle de la compagnie aérienne aux mains des Espagnols. Le poste laissé vacant dans les postes de direction à la suite du départ de la holding AMR d'Aerolíneas a été rapidement comblé par le SEPI. Pour protéger les intérêts du transporteur national argentin, le gouvernement a suspendu un accord de ciel ouvert entre l'Argentine et les États-Unis qui entrerait en vigueur en septembre 2000.

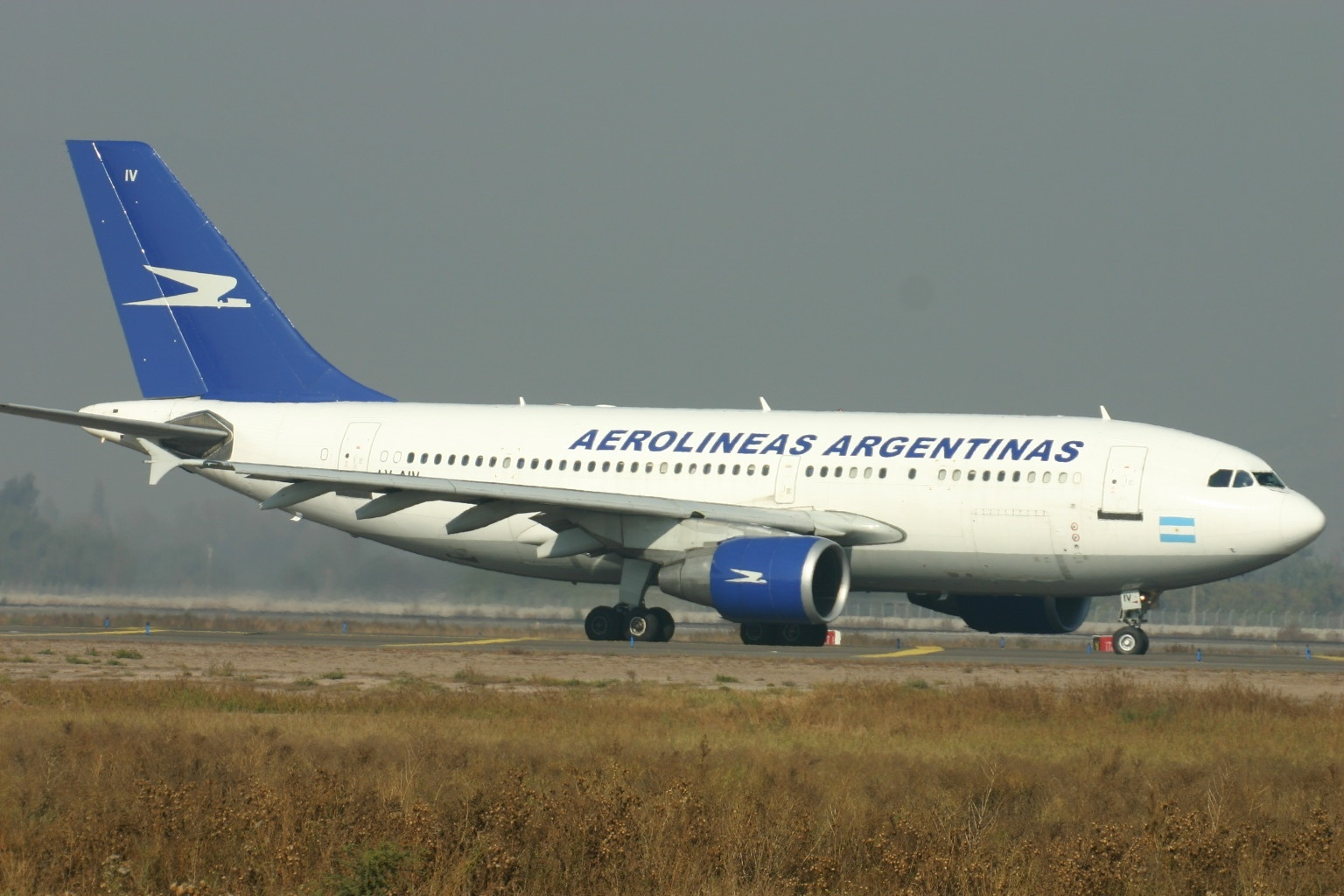
Airbus A310 (LV-AIV) d'Aerolíneas Argentinas.

La compagnie aérienne compte Modèle:Nombre5384 employés en mars 2000. À cette époque, la flotte se compose de deux Airbus A310-300, quatre Airbus A340-200, quatre Boeing 737-200, Boeing 737-200 Advanced, un Boeing 737-200C et neuf Boeing 747-200B, tandis que six Airbus A340 -600 étaient en commande.

Les suspicions de corruption émises envers Iberia, la gestion ultérieure par American Airlines et SEPI a conduit Aerolíneas Argentinas dans une crise importante en 2001. La compagnie aérienne a demandé la protection de la faillite contre les créanciers, et est entrée en administration ; les salaires ont été payés par le gouvernement argentin, au lieu d'utiliser de l'argent provenant du SEPI. Le paiement des salaires a été suspendu, le syndicat des mécaniciens ayant refusé d'accepter le plan de réorganisation soulevé par le SEPI pour maintenir l'entreprise à flot. Le 6 juin, les vols vers Auckland, Los Angeles, Miami, New York, São Paulo, Sydney et Rio de Janeiro sont interrompus. En raison d'une dette de 15 millions de dollars envers le fournisseur de carburant, la compagnie suspend ses liaisons vers l'Europe. Après cela, la majeure partie de la flotte reste clouée au sol, et seulement 30 % et 10 % des vols intérieurs et internationaux, respectivement, sont en service.

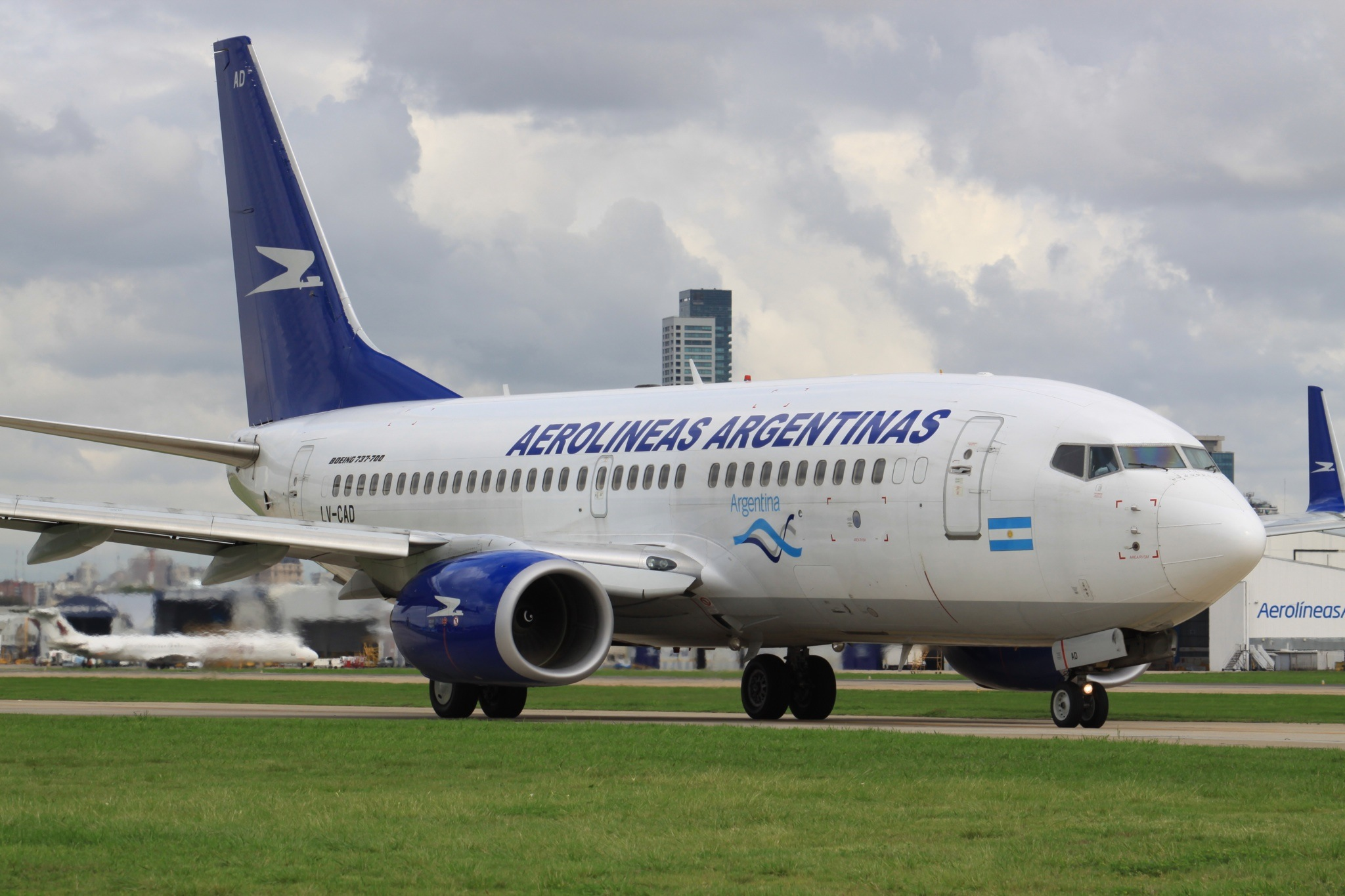
Boeing 737-700.

Le groupe Marsans a acquis une participation de 92 % via sa filiale Air Comet auprès du SEPI fin 2001, et s'est engagé à injecter 50 millions de dollars capitaux avec l'intention de reprendre les services court et long-courrier. La reprise des vols internationaux a commencé début novembre 2001. En juillet 2002, la compagnie aérienne et ses filiales employaient 7 090 personnes. L'entreprise a fait faillite en janvier 2003 et est sorti de l'administration un mois plus tard. Cette année-là, le premier bénéfice en cinq ans a été annoncé, ainsi qu'une augmentation importante de la part de marché.

### Renationalisation: à partir de 2008

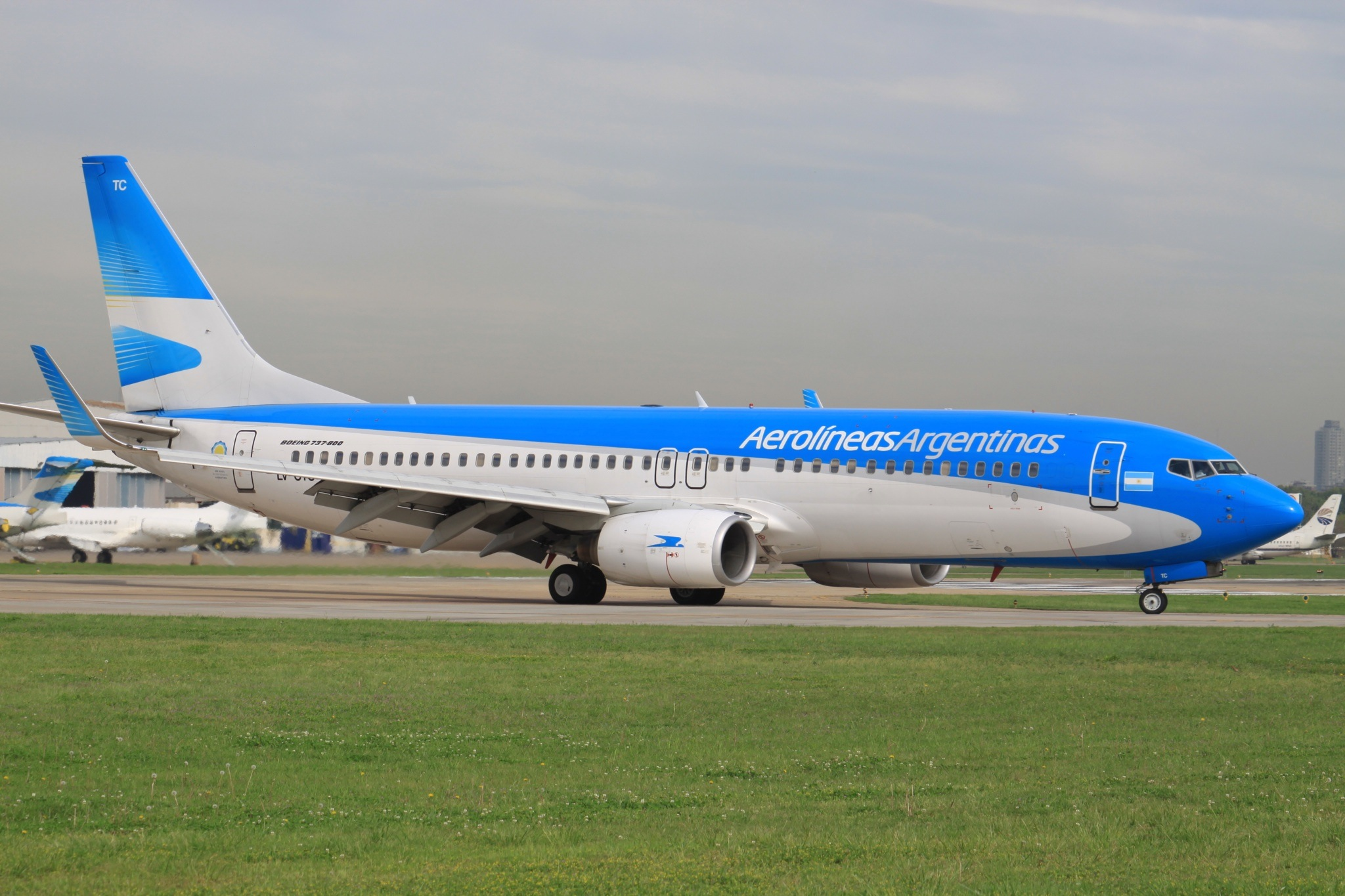
Boeing 737-800 (LV-CTC) d'Aerolíneas Argentinas.

En mai 2008, un premier accord est annoncé entre le gouvernement argentin et le Grupo Marsans dans lequel ce dernier diminuerait sa participation dans la compagnie aérienne à 35 %. En réduisant leur participation, Marsans ferait place à de nouveaux investisseurs privés, ainsi qu'au gouvernement argentin pour augmenter sa participation dans la compagnie aérienne de 5 à 20 %. À la suite d'accusations de Marsans et à la suite de la divulgation d'un accord, le gouvernement argentin reprend la compagnie aérienne sous le contrôle de l'État en juillet 2008 après avoir acquis 99,4 % de la participation ; les 0,6 % restants étant toujours détenus par les employés de l'entreprise.

À cette époque, 40 % de la flotte est immobilisée. La loi renationalisant Aerolíneas Argentinas et sa filiale Austral Líneas Aéreas a été adoptée par la Chambre des députés en août 2008.

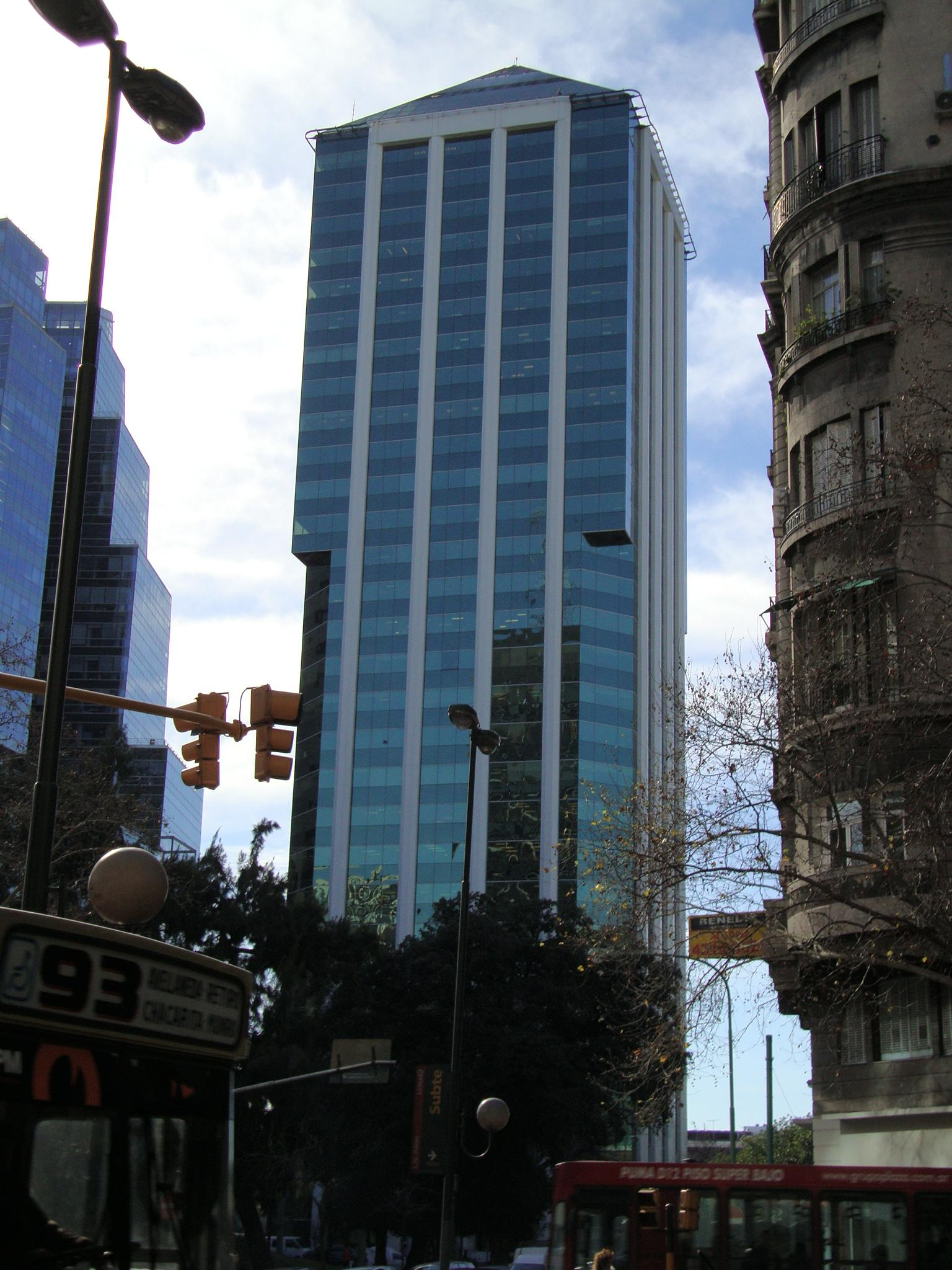
Torre Bouchard, le siège social d'Aerolíneas Argentinas.

En septembre 2011, la compagnie aérienne voit la fin de la restructuration qu'elle avait engagée en 2001. Fin novembre 2011, le gouvernement annonce un plan d'austérité pour l'entreprise afin de réduire le déficit qu'elle subit depuis son rachat de Marsans; le plan comprend la révision des routes non rentables, la réduction des rémunérations des pilotes / avions et l'abandon de l'équipement obsolète, entre autres.
Le 22 octobre 2013, la compagnie passe commande de vingt Boeing 737-800 pour une valeur de 1,8 milliard de dollars au prix catalogue.
Le trafic passagers du groupe atteint un record de 8,5 millions de passagers transportés en 2013, soit une augmentation de 57 % par rapport au moment de sa renationalisation en 2008. Les revenus ont atteint un record de 2 milliards de dollars en 2013, soit une augmentation de 85 % par rapport aux niveaux de 2008 ; les pertes ont également diminué de 860 $ millions (78 % des revenus) à 250 $ millions (12 % du chiffre d'affaires). Les actifs de l'entreprise en 2012 avaient triplé pour atteindre plus de 1,6 milliard de dollars, car la flotte du groupe est passée de 26 à 63 avions et leur âge moyen a été ramené de 20 ans à 7,5 ans.
En 2017, les projections pour 2018 ont été données à 14,5 millions de passagers et une perte de 90 millions de dollars.

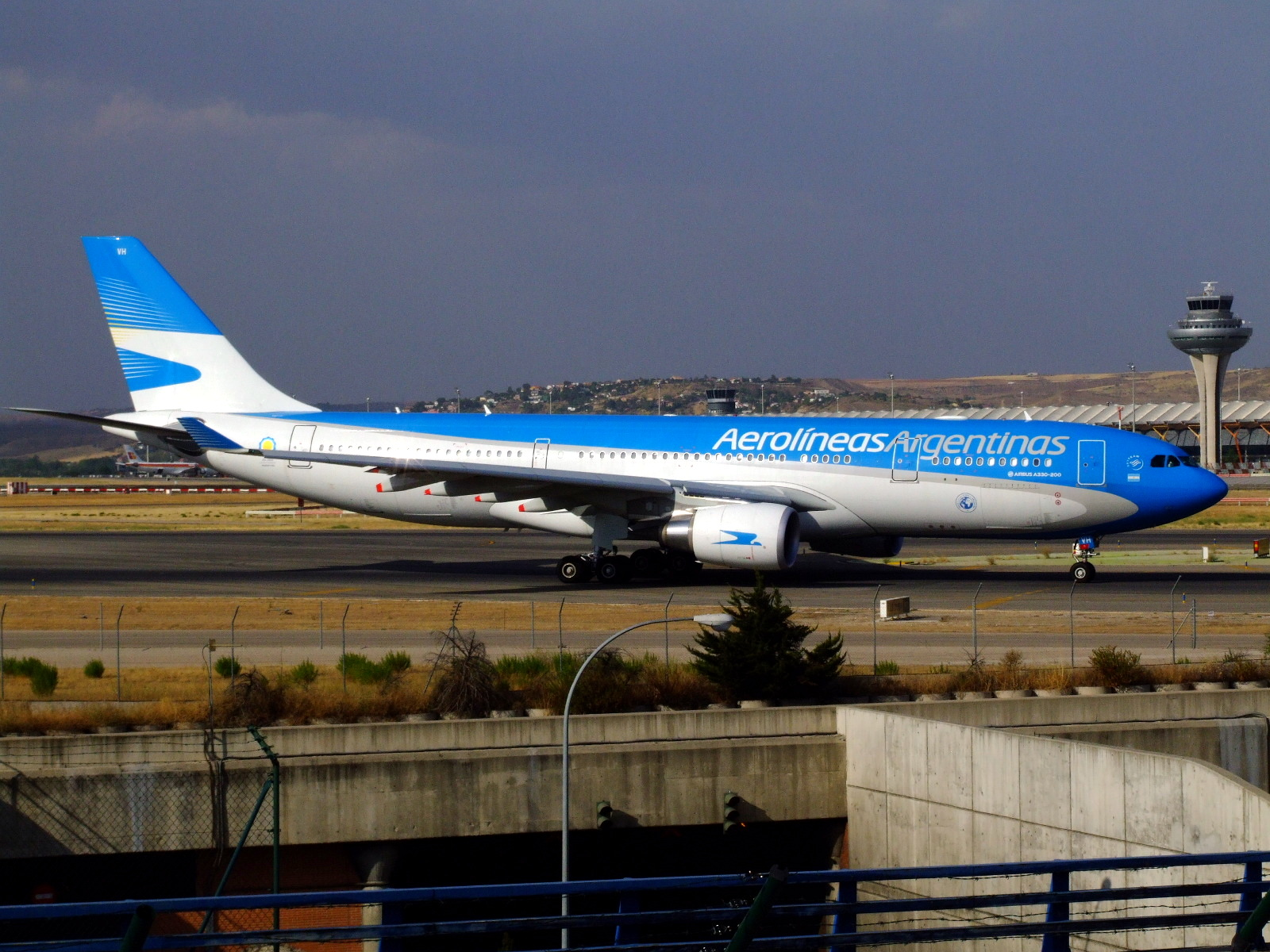
Airbus A330-200 (LV-FVH) de Aerolíneas Argentinas.

## Identité visuelle

Logo jusqu'à 2010.
Logo à partir de 2010.

## Flotte

### Flotte actuelle
En mai 2020, la flotte de Aerolíneas Argentinas est composée des appareils suivants :

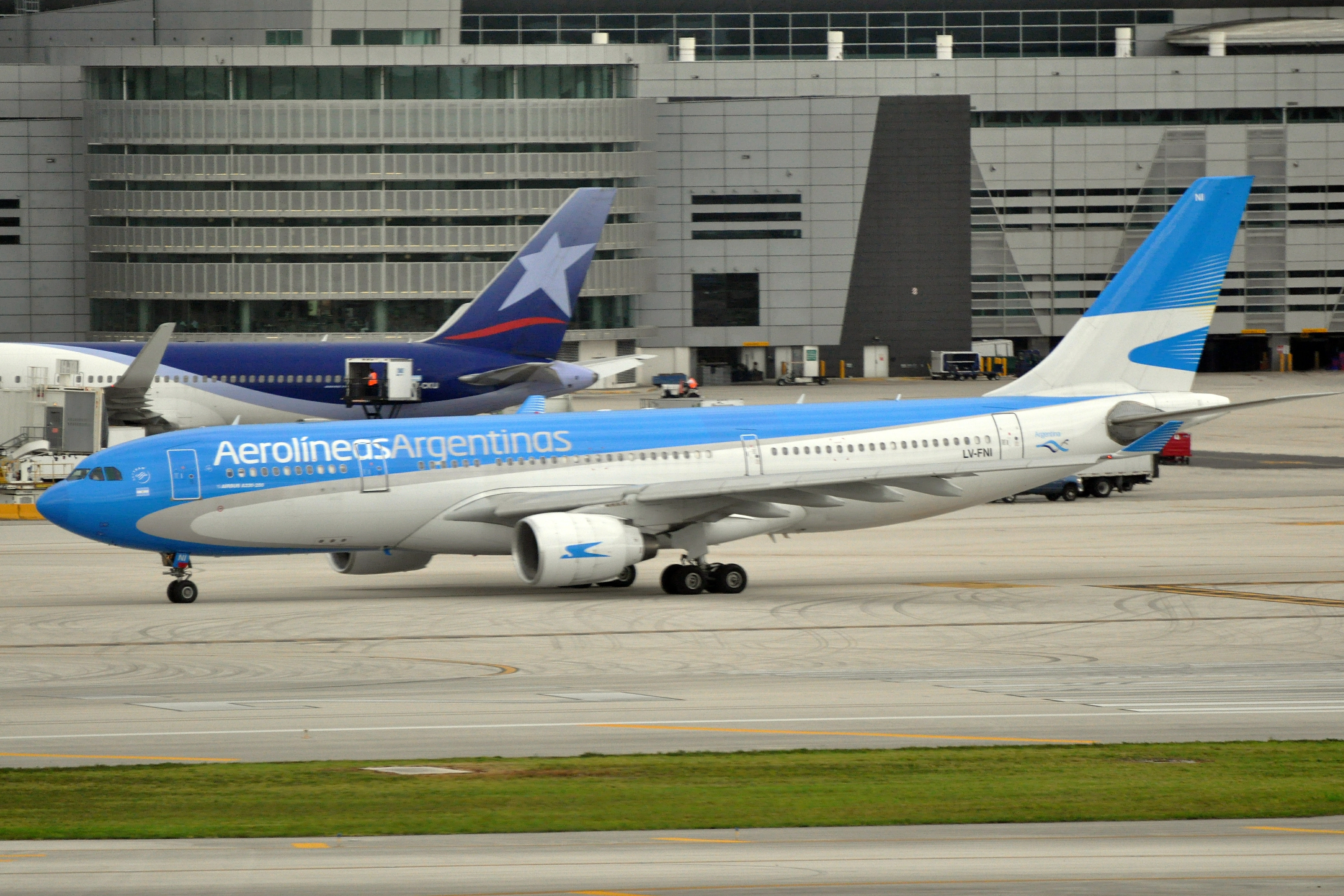
Airbus A330-200.
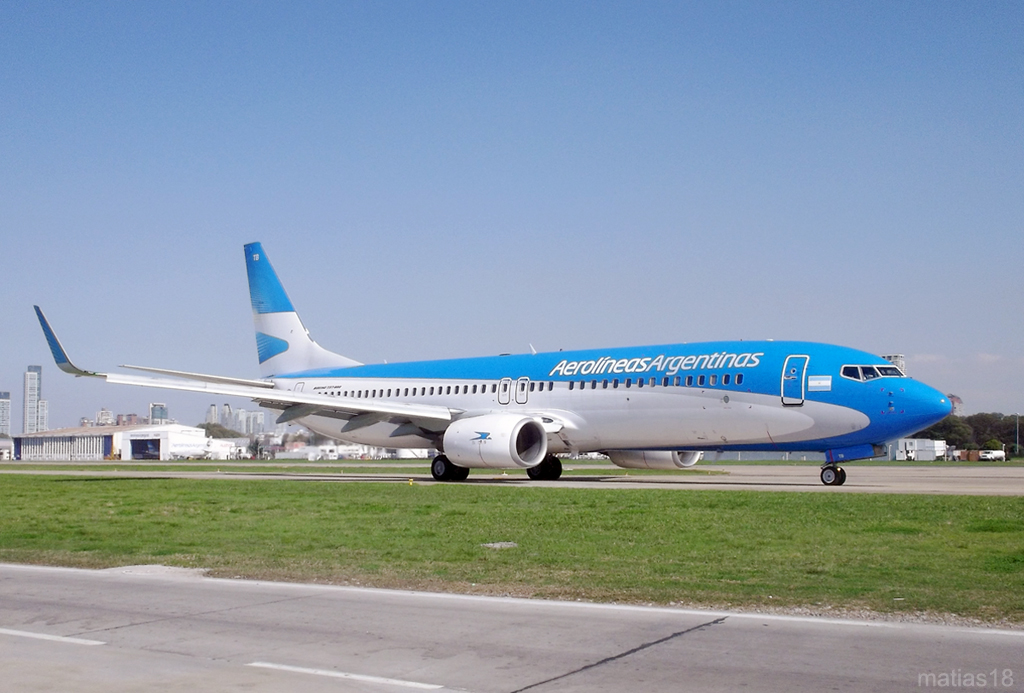
Boeing 737-800.
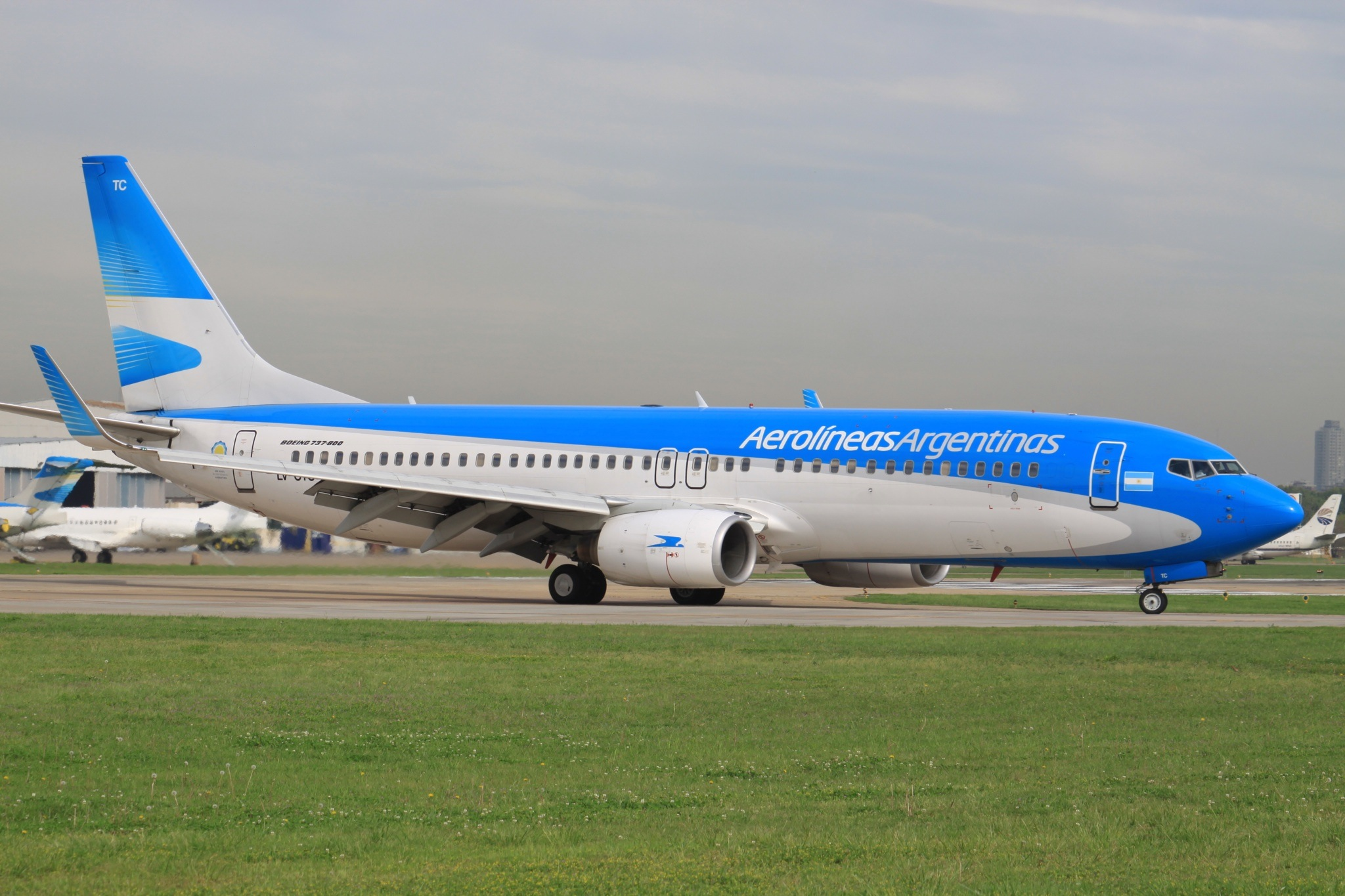
Boeing 737 Next Generation.

### Flotte historique
Flotte historique, : 
- Airbus A310-300
- Airbus A320-200
- Airbus A340-200
- Airbus A340-300
- Boeing 707
- Boeing 727-200
- Boeing 737-200
- Boeing 737-300F
- Boeing 737-500
- Boeing 747-200B
- Boeing 747-400
- Convair 240
- De Havilland Comet
- Douglas DC-3
- Douglas DC-4
- Douglas DC-6
- Fokker F28 Mk-1000
- Hawker Siddeley HS.748
- McDonnell Douglas MD-83
- McDonnell Douglas MD-88
- NAMC YS-11
- Sud Aviation Caravelle

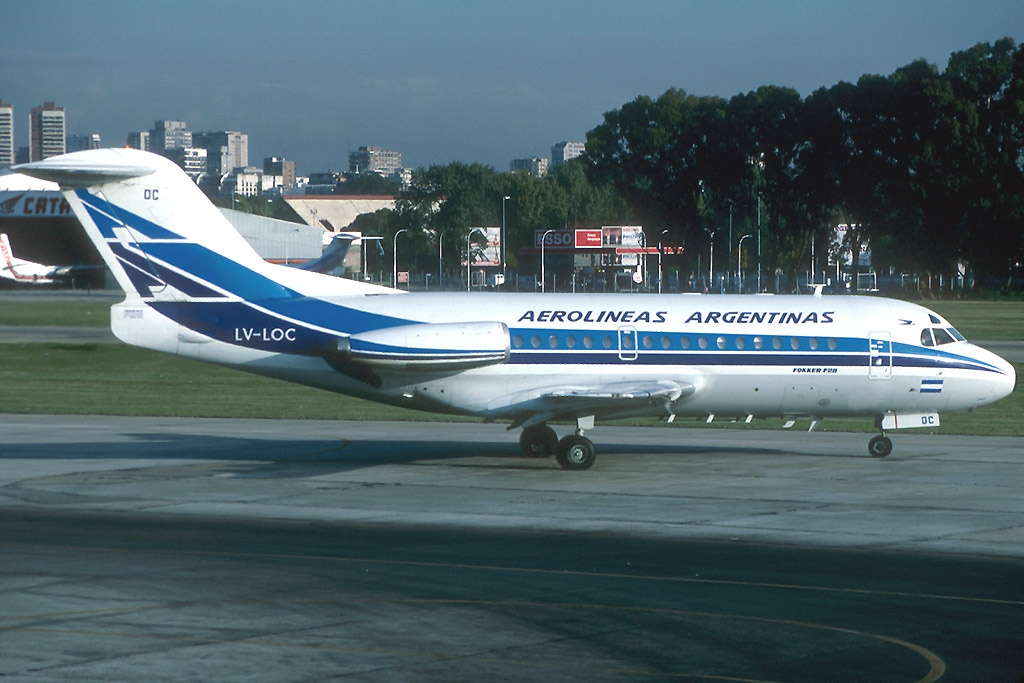
Fokker F28 Mk-1000.
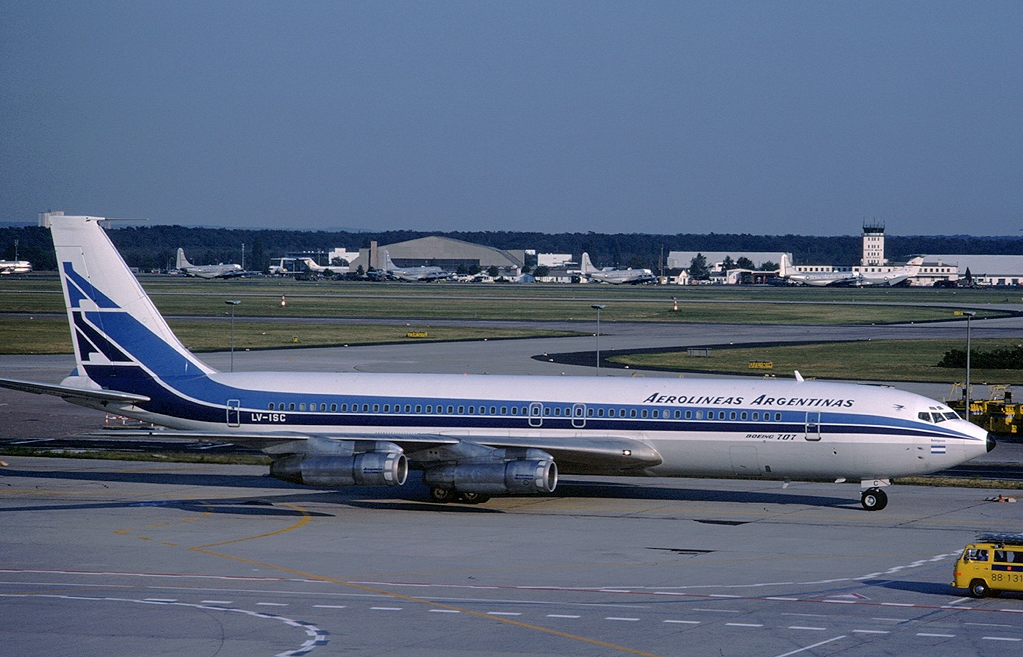
Boeing 707-387B.
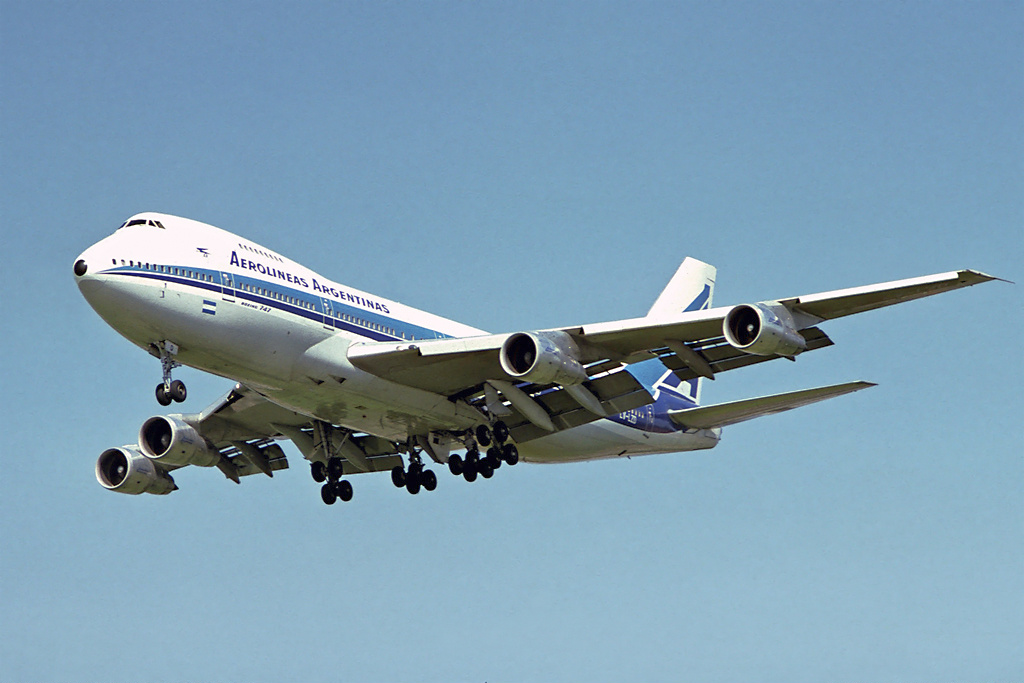
Boeing 747-200B.
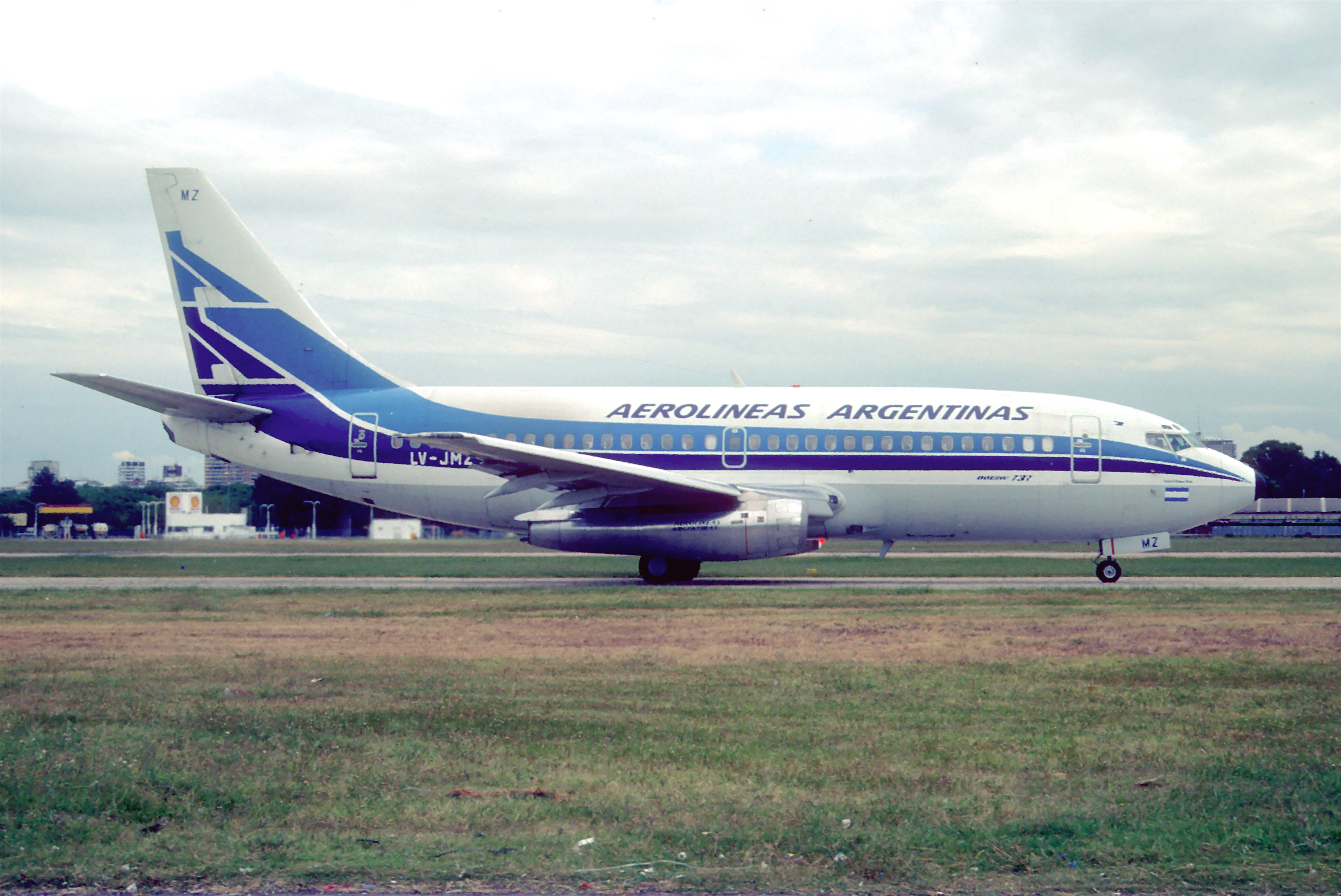
Boeing 737-200.
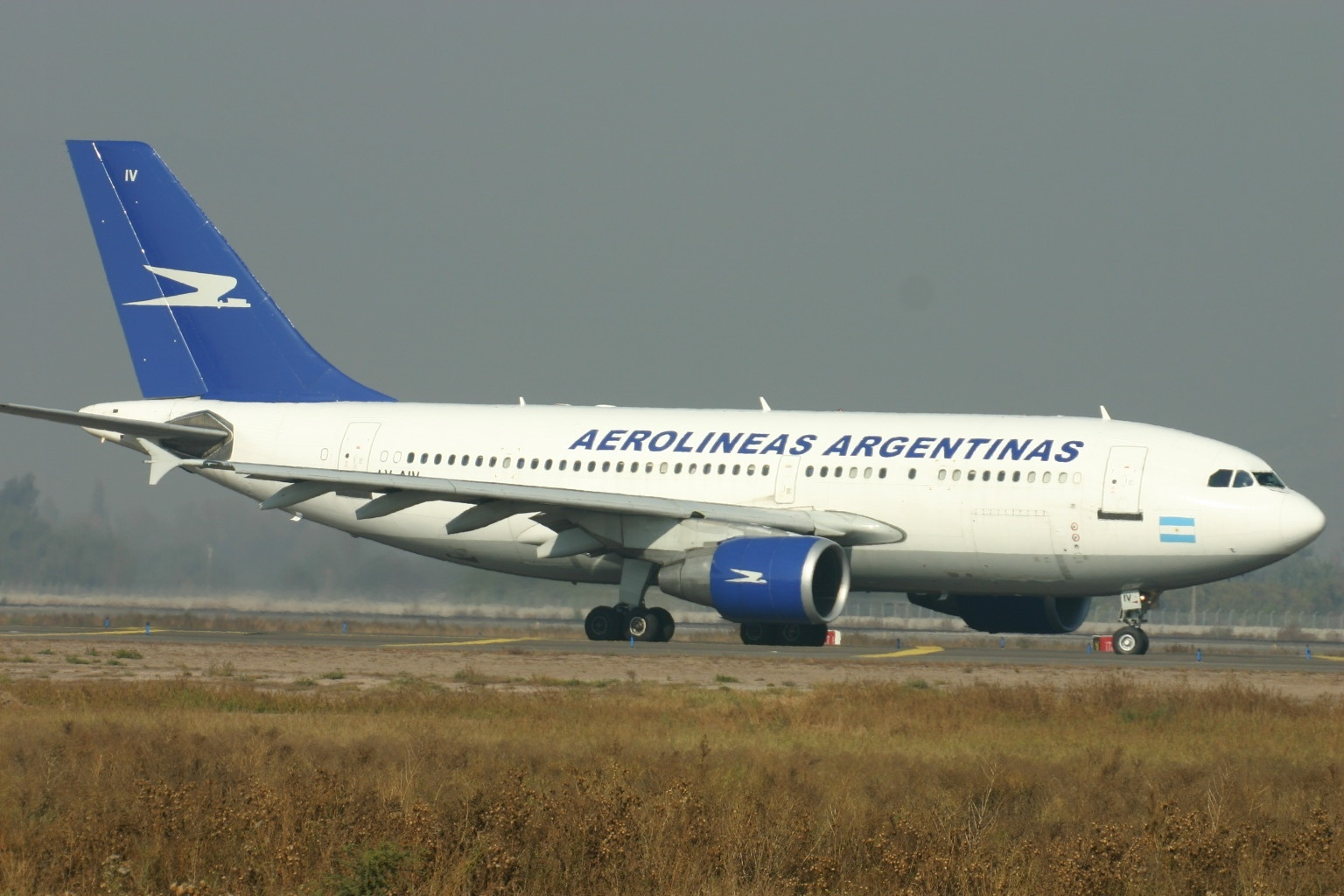
Airbus A310-300.
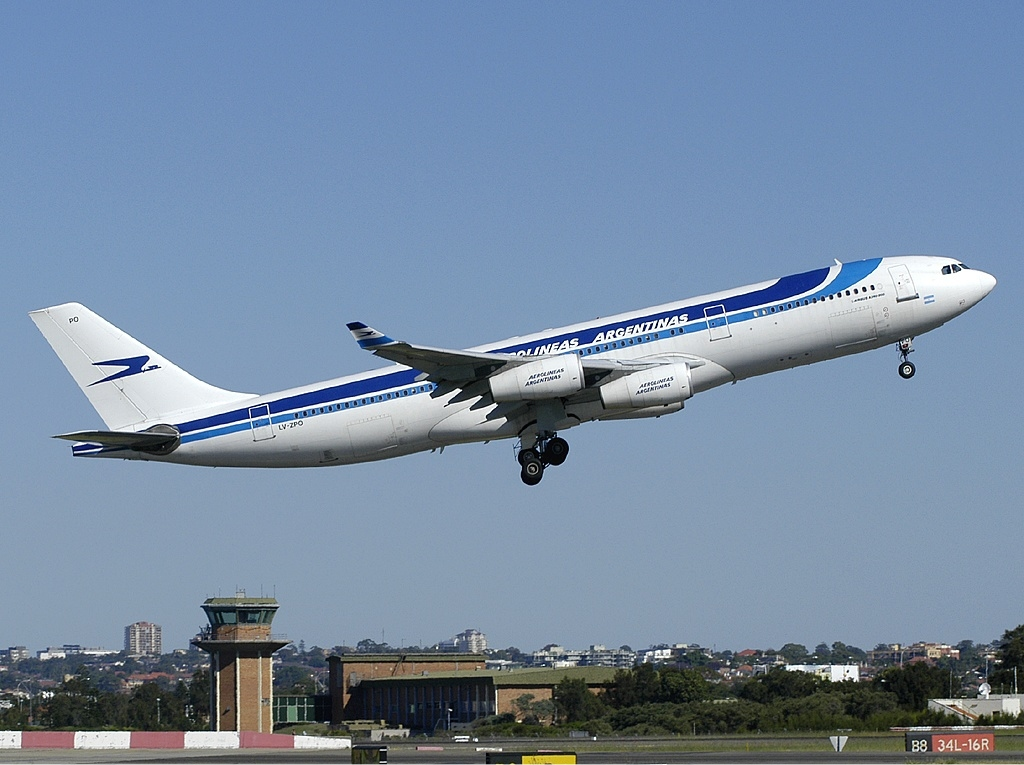
Airbus A340-200.

## Filiales
- Aerolíneas Argentinas Cargo
- Aerohandling SA, créé en mai 1997, a commencé ses activités initialement sur les aéroports de Ministro Pistarini (Ezeiza) et Jorge Newbery (Aeroparque). Depuis novembre 2002, tous les aéroports argentins sont desservis par Aerolíneas Argentinas et Austral.
- Jet Paq SA est l'entreprise qui transporte le fret sur le réseau domestique de Aerolíneas Argentinas et Austral.